# 克勒彭
克勒彭是德国莱茵兰-普法尔茨州的一个市镇。总面积10.50平方公里，总人口737人，其中男性353人，女性384人（2011年12月31日），人口密度70人/平方公里。